# Steven Tyler
Steven Tyler właśc. Steven Victor Tallarico (ur. 26 marca 1948 w Nowym Jorku) – amerykański piosenkarz i autor tekstów, lider, wokalista i muzyk zespołu Aerosmith.
Z grupą Aerosmith odniósł jeden z największych sukcesów spośród wszystkich zespołów rockowych w historii muzyki – szacuje się, że grupa sprzedała do tej pory ponad 150 milionów albumów na całym świecie. W 2006 został sklasyfikowany na trzecim miejscu listy 100 najlepszych wokalistów muzyki metalowej wszech czasów według Hit Parader. W 2009 został umieszczony na ósmym miejscu listy 50 najlepszych heavymetalowych frontmanów wszech czasów według Roadrunner Records. W 2013 trafił do Songwriters Hall of Fame.

## Życiorys
Urodził się w Stuyvesant Polyclinic w Nowym Jorku jako syn Victora Tallarico i Susan Ray Blancha (zm. 14 lipca 2008). Jego ojciec, pochodzenia włosko-niemieckiego, był muzykiem klasycznym, prowadzącym nowojorską orkiestrę Vic Tallarico Orchestra i nauczał muzyki w Cardinal Spellman High School w Bronksie. Matka miała pochodzenie w połowie polskie, a nowe nazwisko rodowe Blancha zostało przyjęte przez jej ojca, emigranta z Polski, Feliksa Czarnyszewicza, brata pisarza Floriana Czarnyszewicza, autora Nadberezyńców). Córka Stevena, Liv, badając genealogię przodków doszła na podstawie archiwów do wniosku, że żona Feliksa Czarnyszewicza (czyli jej prababka) Bessie June Elliot miała korzenie afro-amerykańskie. Jednak z uwagi na to, że w dokumentach dotyczących jednego z Eliottów użyto określenia "kolorowy" bez konkretnego wskazania rasy, przypuszcza się, że równie dobrze mogło chodzić o jego irokeskie pochodzenie - urodził się bowiem w hrabstwie Oneida na terenach przyznanych plemieniu Onyonta'aka (Oneida). Oboje rodzice Steve'a byli kustoszami w Tyler Zoo. Tyler ma starszą siostrę, Lynde Hasz Tallarico, nauczycielkę w szkole podstawowej w Vermont.
Kiedy miał sześć lat, zaczął udzielać się wokalnie w kościelnym chórze, choć nigdy nie brał lekcji śpiewu. Uczęszczał do szkoły Roosevelt High School w Yonkers, w stanie Nowy Jork, z której został usunięty za używanie narkotyków. Ukończył szkołę Leonard Quintano’s School for Young Professionals. W młodości śpiewał i grał na perkusji w kilku lokalnych zespołach: Chain Reaction, Strangeurs, William Proud, Chain.
Latem 1969 wyjechał na wakacje do Sunapee, gdzie poznał Joe Perry’ego, pracującego w miejscowej restauracji. Rok później wraz z Joe Perrym i Tomem Hamiltonem przeprowadzili się do Bostonu, gdzie założyli zespół Aerosmith. W składzie znaleźli się także perkusista Joey Kramer i gitarzysta Brad Whitford.

## Życie prywatne
Spotykał się z Beatriz Holcomb, modelką Elizabeth Jagger, piosenkarką Jo Jo Laine, Deborah Benson (1967), Michele Overman (1968), Lynn Collins (1969), Maxanne Sartori (1971) i Carol Miller (1971). W latach 1975–1978 był związany z Julią Holcomb. Od czerwca 1975 do kwietnia 1978 był w związku z Brendą Cooper.
W latach 1976-1977 pozostawał w nieformalnym związku z modelką Playboya Bebe Buell, z którą ma córkę, aktorkę Liv Tyler (ur. 1 lipca 1977). W 1977 spotykał się też z Valeri Kendall, a w maju tego samego roku poznał Cyrindę Foxe, którą poślubił 1 września 1978. Ma z nią córkę, Mię (ur. 22 grudnia 1978). W listopadzie 1987 rozwiódł się z żoną.
28 maja 1988 ożenił się z Teresą Barrick, z którą ma córkę Chelseę Annę (ur. 6 marca 1989) i syna Taja Monroe Tallarico (ur. 30 czerwca 1992). W kwietniu 2006 rozstał się z żoną, w międzyczasie spotykał się z modelką Justiną Crosslin (w 2002), kompozytorką Carly Simon (w sierpniu 2005) i Olgą Gomonovą (we wrześniu 2005). W latach 2006–2013 był związany z Erin Brady, promotorką tras Aerosmith. Spotykał się także z Leven Rambin (w lutym 2013). W 2014 związał się z młodszą o 40 lat Aimee Preston.

## Publikacje
- Does the Noise in My Head Bother You?: A Rock ‘n’ Roll Memoir, 2011, Ecco, ISBN 978-0-06-176789-0.

## Dyskografia
Albumy solowe
| Tytuł                             | Dane dot. albumu                             | Pozycja na liście | Pozycja na liście | Pozycja na liście | Pozycja na liście | Pozycja na liście | Sprzedaż        |
| Tytuł                             | Dane dot. albumu                             | USA               | AUS               | GER               | AUT               | CHE               | Sprzedaż        |
| --------------------------------- | -------------------------------------------- | ----------------- | ----------------- | ----------------- | ----------------- | ----------------- | --------------- |
| We’re All Somebody from Somewhere | - Data: 15 lipca 2016 - Wydawca: Dot Records | 19                | 37                | 32                | 39                | 14                | - USA: 17 tys.+ |

Single
| „I Love Trash”                                      | 1998 | –  | –  | – | –  | –                                 |
| "Just Feel Better" (Santana featuring Steven Tyler) | 2005 | –  | –  | 7 | 44 | All That I Am                     |
| „Love Lives”                                        | 2010 | –  | –  | – | –  | –                                 |
| „(It) Feels So Good”                                | 2011 | 35 | 47 | – | –  | –                                 |
| „Love Is Your Name”                                 | 2015 | 75 | 54 | – | –  | We’re All Somebody From Somewhere |
| „–” singel nie był notowany.                        |      |    |    |   |    |                                   |

## Wybrana filmografia
| Rok  | Tytuł                                                                            | Rola                 | Reżyser               |
| ---- | -------------------------------------------------------------------------------- | -------------------- | --------------------- |
| 1988 | The Decline of Western Civilization Part II: The Metal Years (film dokumentalny) | w roli samego siebie | Penelope Spheeris     |
| 1993 | Świat Wayne’a 2                                                                  | w roli samego siebie | Stephen Surjik        |
| 1995 | Woodstock '94 (film dokumentalny)                                                | w roli samego siebie | Bruce Gowers          |
| 2012 | The Beatles: The Lost Concert (film dokumentalny)                                | w roli samego siebie | Steve Cole            |
| 2013 | Supermensch: The Legend of Shep Gordon (film dokumentalny)                       | w roli samego siebie | Beth Aala, Mike Myers |
| 2018 | Steven Tyler: Out on a Limb (film dokumentalny)                                  | w roli samego siebie | Casey Tebo            |